# 米歇尔·克里斯廷·班达索
米歇尔·克里斯廷·班达索（1998年5月1日—），印尼女子羽毛球運動員。

## 簡歷
2015年5月，米歇尔·克里斯廷·班达索与安迪卡·拉馬迪安斯亞出战樂魚羽毛球國際系列賽，在混双準决赛以0比2（19-21、18-21）不敌泰国的帕利亚瓦特·松努阿姆/帕泰玛斯·门翁。同年11月，她代表印尼参加秘魯利馬举办的世界青年羽毛球錦標賽，助印尼队赢得混合團體亞軍。同年12月，她分别与塞丽娜·卡尼以及扬东尼·埃迪·萨帕特拉出战马来西亚青少年羽毛球锦标赛，赢得女子双打季军以及青少年组的混合双打冠军。
2016年9月，米歇尔·克里斯廷·班达索與塞丽娜·卡尼出戰新加坡國際系列賽，在女雙决赛以0比2（14-21、12-21）不敌赛会头号种子、队友的苏琪·里基·安迪妮/尤尔费拉·巴卡，赢得亞軍。同年12月，她与塞丽娜·卡尼出战印度國際挑戰賽，在女雙决赛以2比3（8-11、11-8、11-2、9-11、7-11）不敌队友的马雷塔·德亚·乔瓦尼/塔尼亚·奥克塔维亚尼·库苏马，赢得亞軍。
2017年3月，米歇尔·克里斯廷·班达索與安迪卡·拉馬迪安斯亞出战越南羽毛球國際挑戰賽，在混双準决赛以1比2（21-17、21-23、17-21）不敌中国的史龙飞/唐平阳。同年7月，她与安迪卡·拉馬迪安斯亞出战馬來西亞羽毛球國際系列賽，在混双準决赛以0比2（17-21、20-22）不敌赛会头号种子、队友的扬东尼·埃迪·萨帕特拉/马尔什埃拉·吉斯卡·伊斯拉米。同年9月，她与安迪卡·拉馬迪安斯亞出战新加坡羽毛球國際系列賽，在混双决赛以2比0（21-16、21-18）击败了中国香港的張德正/吳詠瑢，夺得其首个國際系列賽混双冠军。同年10月，她与马尔什埃拉·吉斯卡·伊斯拉米出战印尼羽毛球國際挑戰賽，在女双準决赛以0比2（8-21、16-21）不敌赛会8号种子、队友的法布里安娜·德维普吉·库苏马/蒂亚拉·罗萨莉娅·努莱达赫。
2018年4月，米歇尔·克里斯廷·班达索與安迪卡·拉馬迪安斯亞出战馬來西亞羽毛球國際挑戰賽，在混双决赛以1比2（21-12、21-23、13-21）不敌马来西亚的陈堂杰/白燕薇，赢得亚军。

## 主要比賽成績
只列出曾進入準決賽的國際賽事成績：
| 年份   | 賽事                       | 公開賽級別 | 項目                 | 拍檔                       | 成績   |
| ------ | -------------------------- | ---------- | -------------------- | -------------------------- | ------ |
| 2015年 | 樂魚羽毛球國際系列賽       | 國際系列賽 | 混合雙打             | 安迪卡·拉馬迪安斯亞        | 準決賽 |
| 2015年 | 世界青年羽毛球錦標賽       | 其他       | 混合團體             | －                         | 亞軍   |
| 2015年 | 马来西亚青少年羽毛球锦标赛 |            | 女子雙打             | 塞丽娜·卡尼                | 準決賽 |
| 2015年 | 马来西亚青少年羽毛球锦标赛 | 混合雙打   | 扬东尼·埃迪·萨帕特拉 | 冠軍                       |        |
| 2016年 | 新加坡羽毛球國際系列賽     | 國際系列賽 | 女子雙打             | 塞丽娜·卡尼                | 亞軍   |
| 2016年 | 印度羽毛球國際挑戰賽       | 國際挑戰賽 | 女子雙打             | 塞丽娜·卡尼                | 亞軍   |
| 2017年 | 越南羽毛球國際挑戰賽       | 國際挑戰賽 | 混合雙打             | 安迪卡·拉馬迪安斯亞        | 準決賽 |
| 2017年 | 馬來西亞羽毛球國際系列賽   | 國際系列賽 | 混合雙打             | 安迪卡·拉馬迪安斯亞        | 準決賽 |
| 2017年 | 新加坡羽毛球國際系列賽     | 國際系列賽 | 混合雙打             | 安迪卡·拉馬迪安斯亞        | 冠軍   |
| 2017年 | 印尼羽毛球國際挑戰賽       | 國際挑戰賽 | 女子雙打             | 马尔什埃拉·吉斯卡·伊斯拉米 | 準決賽 |
| 2018年 | 馬來西亞羽毛球國際挑戰賽   | 國際挑戰賽 | 混合雙打             | 安迪卡·拉馬迪安斯亞        | 亞軍   |
| 2018年 | 馬來西亞羽毛球國際系列賽   | 國際系列賽 | 混合雙打             | 法赫里萨·阿比曼尤          | 亞軍   |
| 2019年 | 大阪羽毛球國際挑戰賽       | 國際挑戰賽 | 混合雙打             | 阿德南·毛拉纳              | 準決賽 |
| 2019年 | 俄羅斯羽毛球公開賽         | 超級100賽  | 混合雙打             | 阿德南·毛拉纳              | 冠軍   |
| 2019年 | 海得拉巴羽毛球公開賽       | 超級100賽  | 混合雙打             | 阿德南·毛拉纳              | 亞軍   |
| 2019年 | 印尼瑪琅市長羽毛球大師賽   | 超級100賽  | 混合雙打             | 阿德南·毛拉纳              | 亞軍   |
| 2022年 | 東南亞運動會羽毛球比賽     | 其他       | 女子團體             | －                         | 銀牌   |
| 2022年 | 東南亞運動會羽毛球比賽     | 其他       | 混合雙打             | 阿德南·毛拉纳              | 銅牌   |

| 2007-2017年 | 首要超級賽 | 超級賽 | 黃金大獎賽 | 大獎賽 | 國際挑戰賽 | 國際系列賽 | 未來系列賽 | 其他 |

| 2018-2026年 | 總決賽 | 超級1000賽 | 超級750賽 | 超級500賽 | 超級300賽 | 超級100賽 | 國際挑戰賽 | 國際系列賽 | 未來系列賽 | 其他 |